# Südwestalb und Oberes Donautal
Südwestalb und Oberes Donautal este o arie protejată (sit de importanță comunitară — SCI, arie de protecție specială avifaunistică — SPA) din Germania întinsă pe o suprafață de 43.030,98 ha, integral pe uscat.

## Localizare
Centrul sitului Südwestalb und Oberes Donautal este situat la coordonatele 48°06′17″N 8°52′48″E / 48.1047°N 8.88°E.

## Înființare
Situl Südwestalb und Oberes Donautal a fost declarat arie de protecție specială avifaunistică în noiembrie 2007 pentru a proteja 24 de specii de animale. Situl a fost protejat și ca sit de importanță comunitară în noiembrie 2007.

## Biodiversitate
Situată în ecoregiunea continentală, aria protejată nu include niciun habitat protejat.
La baza desemnării sitului se află mai multe specii protejate de  păsări (24): minunița (Aegolius funereus), pescăruș albastru (Alcedo atthis), cocoșul de mesteacăn (Bonasa bonasia), buha (Bubo bubo), erete vânăt (Circus cyaneus), porumbel de scorbură (Columba oenas), prepeliță (Coturnix coturnix), cristeiul de câmp (Crex crex), ciocănitoarea de stejar (Dendrocopos medius), ciocănitoare neagră (Dryocopus martius), Falco peregrinus peregrinus, șoimul rândunelelor (Falco subbuteo), muscar-gulerat (Ficedula albicollis), capîntortură (Jynx torquilla), sfrâncioc roșiatic (Lanius collurio), sfrâncioc mare (Lanius excubitor excubitor), ciocârlie de pădure (Lullula arborea), gaia neagră (Milvus migrans), gaia roșie (Milvus milvus), pietrar sur (Oenanthe oenanthe), viespar (Pernis apivorus), pitulice de munte (Phylloscopus bonelli), ciocănitoare verzuie (Picus canus), mărăcinar (Saxicola rubetra)